# تپه قلعه چوملو
تپه قلعه چوملو مربوط به هزاره اول قبل از میلاد است و در شهرستان سقز، روستای چوملو واقع شده و این اثر در تاریخ ۱۰ مهر ۱۳۸۰ با شمارهٔ ثبت ۴۰۱۵ به‌عنوان یکی از آثار ملی ایران به ثبت رسیده است.